# Sterrog
De sterrog (Amblyraja radiata) is een rog die behoort tot de Kraakbeenvissen. De sterrog komt voor in kustwateren met een stenige bodem (maar ook grind, zand- of zachte modderbodems) in de Atlantische Oceaan en de Noordzee op diepten van 20 tot 1000 meter (meestal 50 tot 100 m). De vis kan een lengte bereiken van 105 cm en tot 4250 gram wegen. De sterrog wordt geslachtsrijp als hij 44 cm is.

De rug is lichtbruin, met donkerbruine en gele vlekjes. Op de rug zitten grote stekels die aan de basis een stervormige structuur hebben.

## Status aan de Nederlandse kust
Sterroggen zijn langs de Nederlandse kust zeldzaam. Tussen 1970 en 1993 was er echter een opmerkelijke toename van de sterrog in de centrale Noordzee, zo bleek uit Nederlands onderzoek. In de noordoostelijke Noordzee en het Skagerrak behoorde de sterrog in de jaren 1990 tot de meest algemene soorten roggen.

## Relatie tot de mens
Deze bodembewonende soort haai is minder gevoelig voor overbevissing door visserij met bodemsleepnetten omdat hij bij relatief geringe lengte volwassen wordt en ook voorkomt in zeegebieden die minder intensief bevist worden. Toch is er reden voor zorg. Het gewicht per gevangen exemplaar neemt af, wat waarschijnlijk het gevolg is van bevissing. Daarom staat de soort als kwetsbaar op de internationale Rode Lijst van de IUCN.

## Voetnoten
1. 1 2  (en) Sterrog op de IUCN Red List of Threatened Species.
2. 1 2  Nijssen, H. & S.J. de Groot, 1987. De vissen van Nederland, KNNV, Utrecht.
3. 1 2  Kulka, D.W., Sulikowski, J., Gedamke, J., Pasolini, P. & Endicott, M. 2004. Amblyraja radiata. In: IUCN 2010. IUCN Red List of Threatened Species. Version 2010.1. <www.iucnredlist.org>. Downloaded on 15 March 2010.